# Лю Хун
Лю́ Ху́н (кит.: 劉弘; піньїнь: Liú Hóng; помер 180 до н. е.) — китайський державний і політичний діяч. Імператор Китаю з династії Хань. Син Лю Їна. Правив під контролем своєї бабусі, верховної імператриці Люй. Посмертне ім'я — Імператор Шао.